# Религия в Сенегале
Религия в Сенегале по состоянию на 2013год
 мусульмане (95 %) христиане (4 %) язычники (1 %)
Религия в Сенегале (фр. Religions et croyances au Sénégal) исторически играет важную роль в обществе. Основной религией является ислам, представленный суннизмом маликитского мазхаба с суфийским влиянием. Второй по численности религиозной группой в Сенегале является христианство, большинство в которой составляют приверженцы католицизма. Традиционные африканские религии исповедует незначительная часть населения страны, однако в традиционных культовых практиках нередко участвуют жители Сенегала, исповедующие ислам или христианство. Конституция страны гарантирует свободу вероисповедания. Большинство сенегальцев толерантные к различным религиозным убеждениям.

## Ислам
Около 92 % сенегальцев являются мусульманами и исповедует суннитский ислам на основе ашаритской теологии и маликитского мазхаба. Примерно 1 % мусульман Сенегала являются членами ахмадие. Суфизм представлен в стране тиджанийским, мюридским, кадирийским и лайениским тарикатами. Последний возник под влиянием махдизма у народа лебу в деревне Лебу, которая ныне является коммуной Дакара. Основателем тариката был Лимаму Тиав, который начал проповедовать своё учение 24 мая 1883 года в возрасте сорока лет. Тиав проповедовал «чистый и искренний» культ, удалённый от традиций, которые, по его мнению, не соответствовали тому, чему учил ислам.
Тиджания — самый распространённый тарикат в Сенегале. По данным переписи 2002 года 60 % сенегальцев, исповедующих ислам, были членами этого братства. Главным священным местом тариката в Сенегале является город Тивуан с домом марабута Малика Си. Другим священным местом тариката является город Каолак с домом марабута Байё Ниасса. Первыми проповедниками тариката тиджания на территории Сенегала были Умар Талл, который пытался вести священную войну против европейских колонизаторов, и Мухаммадул Хамет.
Мюридизм, самое распространённое суфийское братство в странах Африки к югу от Сахары, также является одним из влиятельных тарикатов в Сенегале. По данным переписи 2002 года членами этого братства были 28 % сенегальцев-мусульман. Религиозным центром мюридизма в стране является город Туба, в котором находится одна из крупнейших мечетей в Африке с гробницей основателя тариката, марабута Ахмаду Бамбы. Ежегодно к дню Большого Магала члены братства проводят шествие в город Тубу, в котором участвуют около двух миллионов паломников, в память о возвращении их основателя из изгнания.
Кадирия — старейший тарикат в Сенегале. Основан суфийским мистиком Абдуль Кадиром аль-Джилани в XII-м веке. По данным всё той же переписи 2002 года членами этого братства были около 6 % сенегальцев-мусульман.

## Христианство
Христиане, в основном проживающие на юге Сенегала в регионе Казаманс и в крупных городах, таких как Дакар и Сен-Луи, являются последователям католицизма и, в меньшей степени, протестантизма. Популярным местом паломничества у сенегальских католиков является базилика Девы Марии Освободительницы в Попенджине. Католическая церковь в Сенегале представлена семью диоцезами. Одной из протестантских организацией является Протестантская церковь Сенегала.

## Традиционные религии
Среди традиционных африканских религий самой распространённой в Сенегале является религия народа серер — «аат руг», то есть «верные поклонники Руг», высшего божества в этой религии. Большая часть народа серер, приняв ислам и христианство, в повседневной жизни сохраняют элементы двоеверия. Они почитают духов — «пангул», в честь которых совершают ритуалы и отмечают праздники. Обряд в религии серер обычно проводят салтиги, которые в доколониальные времена выполняли функцию советников ламанов — племенной знати. Культовая практика серер включает обряд инициации ндут, праздник гадания и многие другие обряды и праздники. Большое значение придаётся дереву баобаб, известному как «дом духов». Баобаб, наряду с другими священными деревьями, занимает видное место в мифе о творении у народа серер. У народа диола распространены собственные культовые практики.

## Религиозность
Отношение к религии у старшего поколения и молодёжи несколько разнится. Многие стандартные практики, такие, как празднование больших религиозных праздников, сохраняют важность для сенегальцев всех поколений, но другие практики, такие, как ежедневная молитва и воздержание от употребления алкоголя и наркотиков для молодого поколения не столь существенны. Часть молодёжи, особенно в провинции, подвержена большей религиозности, чем их ровесники в городах. В 1960-х — 1970-х годах Сенегал пережил исламское возрождение. С того времени религия стала часто использоваться политиками, ради достижения собственных целей. Ныне в Сенегале существует ряд религиозно-политических организаций, пропагандирующих учение собственных школ, например, Хизбут-Таркия. По мнению некоторых исследователей, отсутствие социальных лифтов заставляет молодёжь использовать религию в качестве источника расширения собственных прав и возможностей, а также для оправдания насилия в определённых случаях.